# The Hi-Lo Country
Pour plus de détails, voir Fiche technique et Distribution.
The Hi-Lo Country est un film britannico-américain réalisé par Stephen Frears, sorti en 1998.

## Synopsis
Big Boy Matson et Pete Calder, deux jeunes éleveurs de bétail du Nouveau-Mexique, séparés par la guerre, se retrouvent et constatent que le monde a bien changé. De gros propriétaires terriens imposent leur lois. Ils tentent de leur résister et de renouer avec leur vie d'autrefois.

## Fiche technique
- Titre : The Hi-Lo Country
- Réalisation : Stephen Frears
- Scénario : Walon Green d'après le roman de Max Evans
- Musique : Carter Burwell
- Photographie : Oliver Stapleton
- Montage : Masahiro Hirakubo
- Production : Tim Bevan, Barbara De Fina, Eric Fellner et Martin Scorsese
- Société de production : De Fina-Cappa, Polygram Filmed Entertainment et Working Title Films
- Société de distribution : Gramercy Pictures, United International Pictures
- Pays de production : Royaume-Uni, États-Unis
- Format : Couleurs - 2,35:1 - Dolby Digital - 35 mm
- Genre : Drame, western
- Durée : 114 minutes
- Dates de sortie :
  - États-Unis : 30 décembre 1998 (sortie limitée), 22 janvier 1999
  - France : 23 juin 1999
  - Royaume-Uni : 23 juillet 1999

## Distribution
- Billy Crudup : Pete Calder
- Woody Harrelson : Big Boy Matson
- Cole Hauser : Little Boy Matson
- Enrique Castillo : Levi Gomez
- Darren E. Burrows : Billy Harte
- Jacob Vargas : Delfino Mondragon
- Robert Knott : Jack Couffer
- Sam Elliott : Jim Ed Love
- Sandy Baron : acolyte
- Patricia Arquette (VF : Carole Franck) : Mona Birk
- John Diehl : Les Birk
- Craig Carter : Art Logan
- Penélope Cruz : Josepha O'Neil
- Walter C. Hall : Auctioneer
- James Gammon : Hoover Young